# Mentuotepe IV
Nebetauiré Mentuotepe IV (Nebtawyre Mentuhotep) foi o último Faraó da XI dinastia . Ele parece se encaixar em um período de 7 anos no Papiro de Turim no qual não há registros do Faraó reinante.

## Inscrições rupestres
Ele é conhecido por algumas inscrições em Uádi Hamamate descobertas em expedições na costa do Mar Vermelho costa e em rochas de monumentos reais. Parece que ele era um filho de seu antecessor.
Além disso, é citado nas inscrições em Uádi Hudi, feitas sob a liderança do vizir Antefe.  Outra inscrição relevante é encontrada em Ayn Souchna  Esses locais eram os portos de parada habitual para as expedições ao Sinai.
Apesar da obscuridade de Mentuotepe (ele está ausente das listas reais oficiais de  Abidos), as inscrições mostram a organização e composição de uma grande expedição durante o seu reinado. O líder de uma expedição a Uádi Hamamate, durante o segundo ano do reinado de Mentuotepe IV, era seu vizir, Amenemés , que se presume ser o futuro rei Amenemés I, o primeiro rei da  XII dinastia, e sucessor imediato de Mentuotepe.
Em um fragmento de uma bacia de ardósia encontrado no norte de Lixte, está inscrito no exterior o selo real de Mentuotepe IV, e no interior o do rei Amenemés I, seu sucessor. Uma vez que as duas inscrições estão gravadas em um estilo diferente de escrita, de acordo com Dorothea Arnold, isso indica que Amenemés teve seu nome adicionado a um recipiente antigo que já tinha o nome de Mentuotepe IV 

## Fim do reinado
Assume-se por alguns egiptólogos que Amenemés I ou usurpou o trono ou assumiu o poder após Mentuotepe IV morrer sem deixar descendentes. Não há atualmente nenhuma evidência arqueológica ou textual para provar que Mentuotepe foi deposto por seu vizir ou que ele escolheu Amenemés para ser seu sucessor designado. Nem sua múmia nem o seu local de sepultamento foram encontrados.